# 대복고

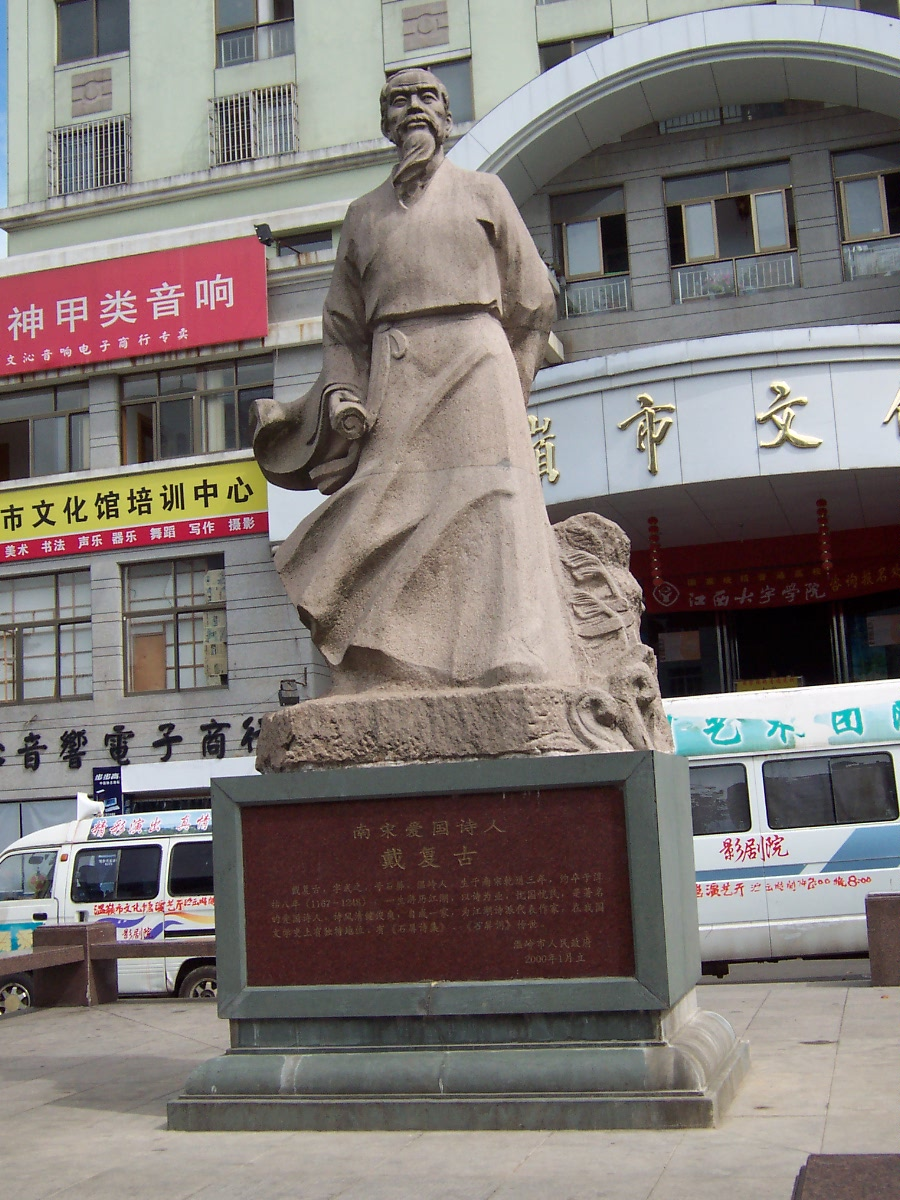
대복고 동상

대복고(戴復古, 1167년 ~ 1248년)은 남송의 학자이자 시인이다. 자는 식지(式之)이며 호는 석병(石屛)이다. 江湖(강호)라는 이름으로 유명하다.
그는 1167년에 태주(台州) 황암(黃巖)에서 태어났다. 평생 동안 벼슬에 나가지 않았으며 오로지 학문에만 몰두하며 시 쓰는 것을 즐겼다. 그의 시는 현실적이고 지배층을 비판하는 성향이 강한 것이 특징이다.